# Metanolové otravy v Pärnu
Otravy metanolem v Pärnu (estonsky Pärnu metanoolitragöödia) začaly v Pernovském kraji v Estonsku 9. září 2001 a v následujících dnech vedly k úmrtí 68 lidí, 40 lidí bylo postiženo slepotou či poškozením mozku, jiná vážná postižení utrpěli tři lidé.
V noci 6. září 2001 ukradli sedmnáctiletý Denis Pleškin, bývalý zaměstnanec společnosti, a o rok starší Robert Petrov, zaměstnanec, deset dvousetlitrových barelů metanolu, celkem 1,6 tun, ze skladů společnosti Baltfett (společnosti zpracovávající tuky, estery a vyrábějící krmivo pro zvířata). Krádež proběhla na objednávku Sergeje Majstrišina. Aby krádež zakryl, Petrov později nahradil ukradené kanystry prázdnými. Majstrišin prodal ukradený metanol známému podloudníkovi Aleksandrovi Sobolevovi za 76 000 korun a prohlásil, že jde o technický líh. Sobolev smíchal kapalinu s vodou a citrónovou příchutí ve zhruba 30% poměru, výsledným produktem naplnil láhve, přidal falešné etikety známých výrobců a prostřednictvím nelegální sítě prodejců produkt distribuoval. Stovky lidí si v domnění, že pijí vodku, přivodily otravu metanolem.
Majstrišin byl odsouzen k pětiletému trestu, Sobolev dostal dva a půl roku, dalších šest spolupachatelů dostalo krátké tresty, asi tucet lidí dostal trest v délce vazby.
Neočekávaně mírné tresty vedly k vážné diskusi v estonské společnosti a způsobily pokles nelegálního prodeje alkoholu.